# 013

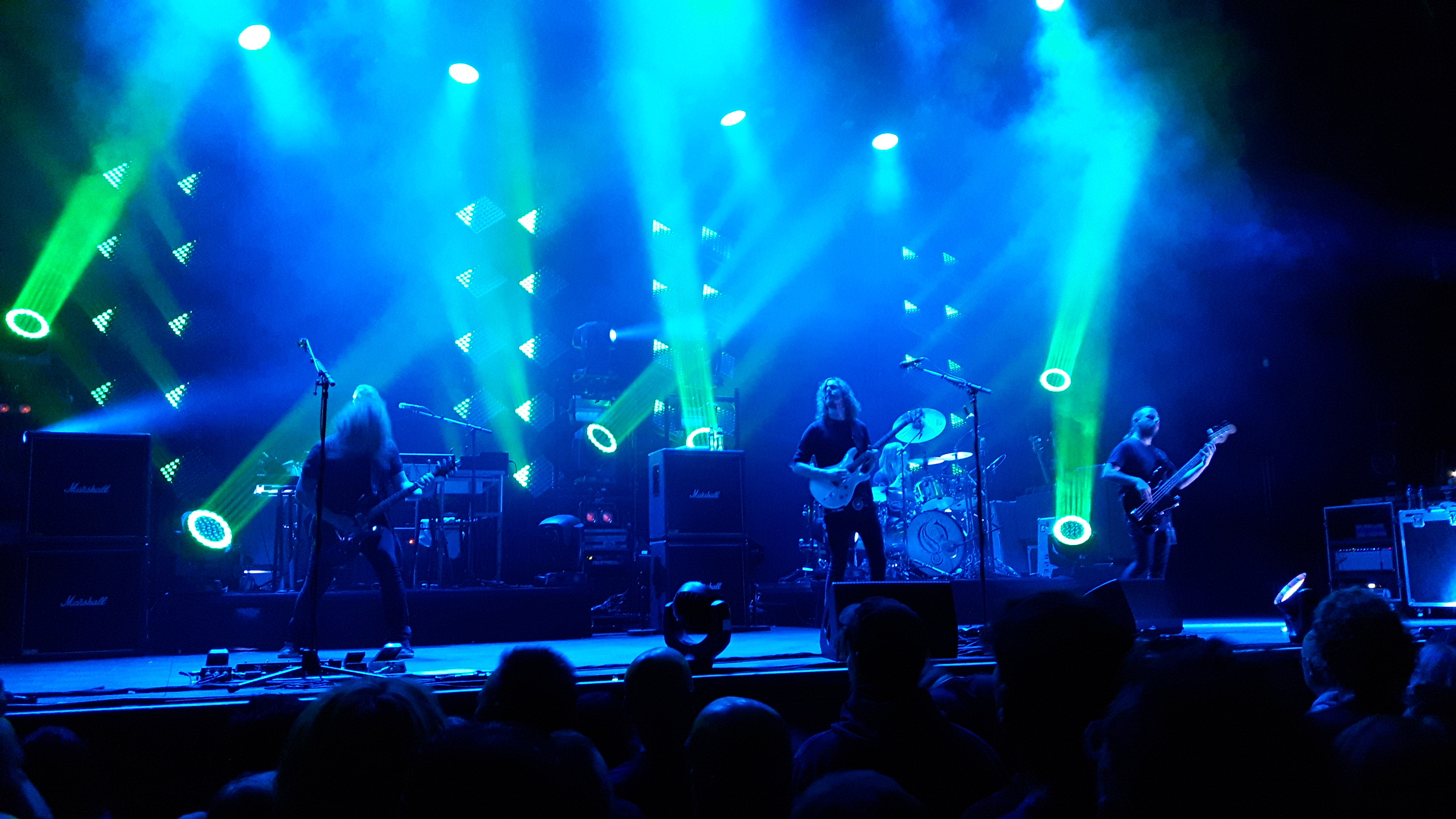
Opeth în concert la 013, pe 18 noiembrie 2016.

013 Poppodium este un complex de săli de concerte din Tilburg, Țările de Jos. Numele sălii provine de la prefixul telefonic al orașului, „013”, în timp ce „poppodium” este denumirea generică pentru sălile de concerte din această țară. Clădirea a fost inaugurată pe 13 noiembrie 1998 și reprezintă o fuziune între fostele săli de concerte Noorderligt, Bat Cave și sala MuziekKantenWinkel, situată pe același amplasament.
013 a fost renovată în 2015 și 2016, când sălile au fost reconstruite și unite. În timpul reconstrucției, capacitatea sălii mari (denumită de Main) a fost sporită de la 2000 la 3000 de persoane. Sala mică (denumită Jupiler Zaal) poate găzdui 700 de persoane. Aranjamentul locurilor din cele două săli este flexibil și poate fi ajustat în funcție de numărul de spectatori. Scara caracteristică din sala mare a fost păstrată și după reconstrucție. La jumătatea anului 2007, foaierul și subsolul au fost renovate.
013 este cea mai mare astfel de sală din Țările de Jos. Clădirea mai cuprinde șase săli de repetiții și un studio de înregistrări și a găzduit sau găzduiește anual festivaluri precum Neurotic Deathfest, Roadburn și Incubate. De asemenea, a fost gazda concertelor Ayreon din 2017 și 2019, la care au asistat peste 9000 de persoane din mai mult de 50 de țări. 
În august 2011, Guus van Hove, directorul de la acea vreme al 013, a decedat în urma unui șoc hipertermic în Parcul Național Joshua-Tree, în timp ce căuta copacul fotografiat pe coperta albumului The Joshua Tree al formației U2. În realitate, copacul se găsea inițial într-un loc complet diferit de lângă Valea Morții și în acel moment nu mai exista.

## Evenimente
Printre artiștii și formațiile care au cântat sau urmează să o facă pe scenele sălii 013 se numără:
| 2020 - Clouseau (16 mai 2020) - Krisiun (10 aprilie 2020) - Destruction + Legion of the Damned + Suicidal Angels (18 februarie 2020) - DragonForce (5 februarie 2020) - Floor Jansen (30–31 ianuarie 2020) - Dimmu Borgir + Amorphis (25 ianuarie 2020) | 2019 - At The Gates (20 decembrie 2019) - Flying Colors (13 decembrie 2019) - Sonata Arctica (12 decembrie 2019) - Gwar + Voivod (28 noiembrie 2019) - Devin Townsend (17 noiembrie 2019) - Kim Wilde (16 noiembrie 2019) - Powerwolf + Gloryhammer (10 noiembrie 2019) - Blood Red Shoes (7 noiembrie 2019) - Beast In Black + Myrath (3 noiembrie 2019) - Duncan Laurence (31 octombrie 2019) - Poets of the Fall (25 octombrie 2019) - Joe Allen (20 octombrie 2019) |